# Kasniji Zhao
Kasniji Zhao (kineski: 後趙, pinyin: Hòuzhào; 319. – 351.) je bila država formirana na prostoru sjeverne Kine u doba dinastije Jin, poznata kao jedno od Šesnaest kraljevstava. Osnovala ju je Jie obitelj Shi. 
Njen početak se vezuje uz godinu 319. kada se Shi Le odcijepio od Xiongnu države Han Zhao. Godine 330. se proglasio carem. Na svom vrhuncu je država Kasniji Zhao pod svojom kontrolom držala današnje kineske provincije Hebei, Henan, Shanxi, Shaanxi, Shandong kao i dijelove Liaoninga i Gansua. Država je nestala kada je godine 350. njenog posljednjeg cara Shi Zhija ubio jedan od njegovih generala.
Vladari države Kasniji Zhao su se isticali okrutnošću prema svojim, posebno kineskim podanicima, što je nakon propasti države dovelo do odmazde nad pripadnicima naroda Jie, koji se često navodi kao genocid.

## Vladari Kasnijeg Zhaoa
| Hramsko ime                             | Postumno ime                                   | Rodno i dato ime         | Godine vladavine        | Područja i trajanja vladanja                                                                               |
| --------------------------------------- | ---------------------------------------------- | ------------------------ | ----------------------- | --- |
| Konvencionalno kineski: prezime, pa ime |                                                |                          |                         | |
| Gaozu (高祖 Gāozǔ)                      | Ming (明 míng)                                 | Shi Le (石勒 Shí Lè)     | 319. – 333.             | Zhaowang (趙王 Zhàowáng) 319. – 328.br>Taihe (太和 Tàihé) 328. – 330. Jianping (建平 Jiànpíng) 330. – 333. |
| nema                                    | Princ Haiyanga (海陽王 Hǎiyáng obitalj wáng)   | Shi Hong (石弘 Shí Hóng) | 333. – 334.             | Yanxi (延熙 Yánxī) 334.                                                                                    |
| Taizu (太祖 Tàizǔ)                      | Wu (武 Wǔ)                                     | Shi Hu (石虎 Shí Hǔ)     | 334. – 349.             | Jianwu (建武 Jiànwǔ) 335. – 349. Taining (太寧 Tàiníng) 349.                                               |
| nema                                    | Princ Qiao (譙王 Qiáo, plemićka obitelj (wáng) | Shi Shi (石世 Shí Shì)   | 33 dana 349.            | Taining (太寧 Tàiníng) 33 dna 349.                                                                         |
| nema                                    | Princ Pengcheng (彭城王 Péngchéng, wáng)       | Shi Zun (石遵 Shí Zūn)   | 183 dana 349.           | Taining (太寧 Tàiníng) 183 dana 349.                                                                       |
| nema                                    | Princ Yiyang (義陽王 Yìyáng, wáng)             | Shi Jian (石鑒 Shí Jiàn) | 103 dana od 349. – 350. | Qinglong (青龍 Qīnglóng) 103 dana od 349. – 350.                                                           |
| nema                                    | Princ Xinxing (新興王 Xīnxīng, wáng)           | Shi Zhi (石祗 Shí Zhī)   | 350. – 351.             | Yongning (永寧 Yǒngníng) 350. – 351.                                                                       |

## Poveznice
- Jie
- Wu Hu
- Šesnaest kraljevstava
- Ran Min
- genocid